# Microrregión de Cantagalo-Cordeiro
La microrregión de Cantagalo-Cordeiro es una de las  microrregiones del estado brasileño de Río de Janeiro pertencentes a la mesorregión del Centro Fluminense. Posee un área de 1.263,088 km² y su población fue estimada en 2006 por el IBGE en 61 120 habitantes y está dividida en cuatro municipios.

## Municipios
- Cantagalo
- Carmo
- Cordeiro
- Macuco

- Datos: Q2296577